# 茨維強卡
50°28′1″N 28°9′35″E / 50.46694°N 28.15972°E
茨維強卡（烏克蘭語：Цвітянка）是烏克蘭北部的村莊，隸屬日托米爾州的日托米爾區。該村面積0.77平方公里，海拔高度221米，2001年人口72，人口密度每平方公里93.02人。